# FYB
FYB‏ (FYN binding protein 1) هوَ بروتين يُشَفر بواسطة جين FYB في الإنسان.